# Falu Kristine församling
För andra betydelser, se Kristine församling.
Falu Kristine församling är en församling i Falu-Nedansiljans kontrakt i Västerås stift. Församlingen ligger i Falu kommun i Dalarnas län och ingår i Falu pastorat.

## Administrativ historik
Församlingen bildades omkring 1665 genom en utbrytning ur Kopparbergs församling under namnet Kristine församling som namnändrades till det nuvarande 1940. 

### Pastorat
- 1665 till 10 december 1746: Moderförsamling i pastoratet Falu Kristine, Stora Kopparberg och Aspeboda församling.
- 10 december 1746 till 1962: Moderförsamling i pastoratet Falu Kristine och Stora Kopparberg.
- 1962 till 1977: Moderförsamling i pastoratet Falu Kristine, Stora Kopparberg och Aspeboda.
- 1977 till 2007: Eget pastorat.[4]
- Från 2007: Församlingen ingår i Falu pastorat.

## Kyrkoherdar
Kyrkoherdar i Kristine och Kopparbergs församling var
| Verksam   | Namn                          | Levnadstid | Övrigt                                            |
| --------- | ----------------------------- | ---------- | ------------------------------------------------- |
| 1641-1663 | Petrus Jonæ Helsingius        | 1592–1663  | Bekant som "mäster Per".                          |
| 1663-1667 | Johannes Rudbeckius den yngre | 1623–1667  |                                                   |
| 1668-1688 | Johannes Jonæ Arhusius        | 1614–1688  |                                                   |
| 1688-1713 | Olaus Jonæ Ekman              | 1639–1713  |                                                   |
| 1713-1740 | Eric Biörck                   | 1668–1740  |                                                   |
| 1741-1767 | Olof Stiernman                | 1685–1767  |                                                   |
| 1767-1794 | Petrus Brunnmark              | 1717–1794  |                                                   |
| 1795-1814 | Isac Mellgren                 | 1754–1832  |                                                   |
| 1815-1857 | Adolf Ludvig Enebom           | 1769–1857  |                                                   |
| 1858-1879 | Carl Edmund Wenström          | 1810–1879  |                                                   |
| 1880-1907 | Gunnar Widegren               | 1842–1907  |                                                   |
| 1908-1950 | Gunnar Ekström                | 1859–1950  |                                                   |
| 1951-1963 | Samuel Palm                   | 1898–1979  |                                                   |
| 1964-1975 | Matts Ridderstedt             | 1911–1975  |                                                   |
| 1975-1977 | –                             | –          | Vakant. Tillförordnad kyrkoherde Rolf Rudolfsson. |
| 1977-1998 | Roland Persfjord              | 1940–2006  |                                                   |
| 1998-2004 | Anders Näslund                | 1952-      |                                                   |
| 2004-2007 | –                             | –          | Vakant. Tillförordnad kyrkoherde Mats Hulander.   |
| 2007-2009 | Annica Anderbrant             | 1956-      |                                                   |
| 2009-2012 | Mats Hulander                 | 1955-      |                                                   |
| 2012      | –                             | –          | Vakant. Tillförordnad kyrkoherde Camilla Nyberg.  |
| 2012-2015 | Thorhallur Heimisson          | 1961-      |                                                   |
| 2015-2017 | –                             | –          | Vakant. Tillförordnad kyrkoherde Susann Senter.   |
| 2017–2022 | Christina Eriksson            | 1959-      |                                                   |
| 2022-     | Sofia Mogård                  | 1974-      |                                                   |

## Organister
| Verksam   | Namn                  | Levnadstid | Övrigt                 |
| --------- | --------------------- | ---------- | ---------------------- |
| 1656-1680 | Hindrich Crumbein     | -1680      | Organist               |
| 1681-1703 | Anders Schultze (II)  | -1703      | Organist               |
| 1703      | Anders Scharander     | -1739      | Organist               |
| 1703-     | N. Grönwal (Grönvald) |            |                        |
| 1709-1729 | Martin Loutschani     | -1729      |                        |
| 1730-1750 | Johan Fredrik Ratzman | -1750      |                        |
| 1750-1778 | Olof Hellman          | 1709-1778  | Organist               |
| 1779-1784 | Erik Tillman          | 1760-1784  | Organist               |
| 1785-1788 | Johan Olof Hallgren   |            | Organist.              |
| 1788-1794 | Johan Wilhelm Hjelm   | 1733-1794  |                        |
| 1794-1809 | Johan Sundée          | 1771-1809  | Organist.              |
| 1809-1828 | Jacob Söderberg       | 1786-1828  | Organist.              |
| 1830-1834 | Carl Vilhelm Sjöberg  | 1807-      | Organist.              |
|           | Gustaf Juringius      | 1810-      | Vikarierande organist. |
| 1843-1867 | Anders Lindholm       | 1811-1867  | Organist.              |
| 1869-1912 | Johan Ulrik Cederberg | 1843-1912  | Organist.              |
| 1914-1923 | Einar Skagerberg      | 1876-      | Organist.              |
| 1926-1951 | Carl Rogberg          | 1902-      | Organist.              |
| 1951      | Lars Agne Bäckström   | 1922-      | Vikarierande organist. |
| 1952-1953 | Erik Magnusson        |            | Vikarierande organist. |
| 1954–1969 | Uno Sandén            | 1924-      | Organist.              |
| 1970-1975 | Gunnar Englund        |            |                        |
| 1975-2003 | Mats Åberg            |            |                        |
| 2003-2007 | Beatrice Paping       |            |                        |
| 2007-     | Henrik Alinder        |            |                        |

## Befolkningsutveckling
| Befolkningsutvecklingen i Falu Kristine församling 1750–2020 | Befolkningsutvecklingen i Falu Kristine församling 1750–2020 | Befolkningsutvecklingen i Falu Kristine församling 1750–2020 | Befolkningsutvecklingen i Falu Kristine församling 1750–2020 | Befolkningsutvecklingen i Falu Kristine församling 1750–2020 |
| --- | ------------------------------------------------------------ | ------------------------------------------------------------ | ------------------------------------------------------------ | ------------------------------------------------------------ |
| |                                                              |                                                              |                                                              |                                                              |
| År |                                                              |                                                              | Folkmängd                                                    |                                                              |
| 1750 | 1750                                                         |                                                              | 4 026                                                        |                                                              |
| 1760 | 1760                                                         |                                                              | 4 088                                                        |                                                              |
| 1769 | 1769                                                         |                                                              | 3 599                                                        |                                                              |
| 1780 | 1780                                                         |                                                              | 3 836                                                        |                                                              |
| 1790 | 1790                                                         |                                                              | 3 605                                                        |                                                              |
| 1800 | 1800                                                         |                                                              | 3 308                                                        |                                                              |
| 1810 | 1810                                                         |                                                              | 2 867                                                        |                                                              |
| 1820 | 1820                                                         |                                                              | 2 992                                                        |                                                              |
| 1830 | 1830                                                         |                                                              | 2 928                                                        |                                                              |
| 1840 | 1840                                                         |                                                              | 2 878                                                        |                                                              |
| 1850 | 1850                                                         |                                                              | 3 224                                                        |                                                              |
| 1860 | 1860                                                         |                                                              | 4 970                                                        |                                                              |
| 1870 | 1870                                                         |                                                              | 6 203                                                        |                                                              |
| 1880 | 1880                                                         |                                                              | 7 305                                                        |                                                              |
| 1890 | 1890                                                         |                                                              | 8 010                                                        |                                                              |
| 1900 | 1900                                                         |                                                              | 9 606                                                        |                                                              |
| 1910 | 1910                                                         |                                                              | 11 582                                                       |                                                              |
| 1920 | 1920                                                         |                                                              | 12 719                                                       |                                                              |
| 1930 | 1930                                                         |                                                              | 13 370                                                       |                                                              |
| 1940 | 1940                                                         |                                                              | 14 231                                                       |                                                              |
| 1950 | 1950                                                         |                                                              | 16 858                                                       |                                                              |
| 1960 | 1960                                                         |                                                              | 18 837                                                       |                                                              |
| 1970 | 1970                                                         |                                                              | 20 335                                                       |                                                              |
| 1980 | 1980                                                         |                                                              | 15 620                                                       |                                                              |
| 1990 | 1990                                                         |                                                              | 15 641                                                       |                                                              |
| 2010 | 2010                                                         |                                                              | 17 757                                                       |                                                              |
| 2020 | 2020                                                         |                                                              | 20 320                                                       |                                                              |
| Anm: Folkmängdssiffrorna från 1860 avser Falu stad. Källa: Umeå universitet - Tabellverket 1749-1859, Demografiska databasen, CEDAR, Umeå universitet, Befolkning per församling, Folkmängden per distrikt, landskap, landsdel eller riket efter kön. År 2015 - 2022. |                                                              |                                                              |                                                              |                                                              |

## Kyrkor
- Kristine kyrka
- Sankt Örjans kapell